# Rallye Monte Carlo 1986

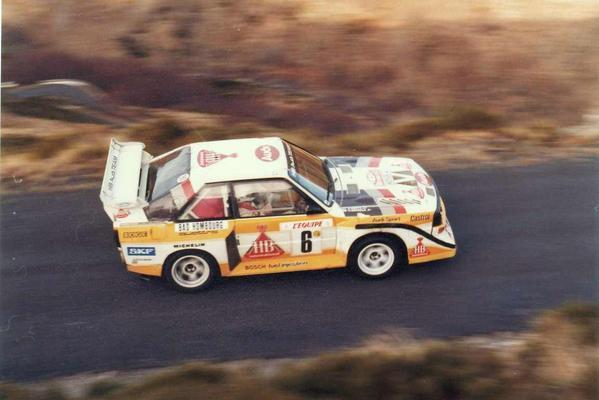
Hannu Mikkola und Arne Hertz im Audi quattro Sport E2 bei der Rallye Monte Carlo 1986.

Die 54. Rallye Monte Carlo war der 1. Lauf zur Rallye-Weltmeisterschaft 1986. Sie fand vom 18. bis zum 24. Januar in der Region von Monaco statt.

## Klassifikationen

### Endergebnis
| Rang | Fahrer           | Co-Pilot                | Auto                    | Zeit (Std./Min./Sek.) | Rückstand Sieger (Std./Min./Sek.) Rückstand V (Min./Sek.) |
| ---- | ---------------- | ----------------------- | ----------------------- | --------------------- | --------------------------------------------------------- |
| 1    | Henri Toivonen   | Sergio Cresto           | Lancia Delta S4         | 10:11:24              | 0:00:00 00:00                                             |
| 2    | Timo Salonen     | Seppo Harjanne          | Peugeot 205 Turbo 16 E2 | 10:15:28              | 0:04:04 04:04                                             |
| 3    | Hannu Mikkola    | Arne Hertz              | Audi quattro Sport E2   | 10:18:46              | 0:07:22 03:18                                             |
| 4    | Walter Röhrl     | Christian Geistdörfer   | Audi quattro Sport E2   | 10:20:59              | 0:09:35 02:13                                             |
| 5    | Juha Kankkunen   | Juha Piironen           | Peugeot 205 Turbo 16    | 10:39:47              | 0:28:23 18:48                                             |
| 6    | Bruno Saby       | Jean-François Fauchille | Peugeot 205 Turbo 16 E2 | 10:45:54              | 0:34:30 06:07                                             |
| 7    | Salvador Servià  | Jordi Sabater           | Lancia Rally 037        | 10:58:32              | 0:47:08 12:38                                             |
| 8    | Alain Oreille    | Sylvie Oreille          | Renault 11 Turbo        | 11:23:47              | 1:12:23 25:15                                             |
| 9    | Kenneth Eriksson | Peter Diekmann          | Volkswagen Golf GTi     | 11:26:05              | 1:14:41 02:18                                             |
| 10   | Franz Wittmann   | Matthias Feltz          | Volkswagen Golf GTi     | 11:32:08              | 1:20:44 06:03                                             |

Insgesamt wurden 65 von 156 gemeldeten Fahrzeuge klassiert:

### Fahrer-Weltmeisterschaft
| Pos. | Fahrer         | Punkte |
| ---- | -------------- | ------ |
| 1    | Henri Toivonen | 20     |
| 2    | Timo Salonen   | 15     |
| 3    | Hannu Mikkola  | 12     |
| 4    | Walter Röhrl   | 10     |
| 5    | Juha Kankkunen | 8      |

### Herstellerwertung
| Pos. | Team       | Punkte |
| ---- | ---------- | ------ |
| 1    | Lancia     | 18     |
| 2    | Peugeot    | 16     |
| 3    | Audi       | 8      |
| 4    | Volkswagen | 6      |